# Myotis bocagii
Espèce
Statut de conservation UICN

 LC  : Préoccupation mineure
Myotis bocagii, le Murin de Du Bocage, est une espèce de chauves-souris de la famille des Vespertilionidae.

## Description
Il a un pelage assez uni, dense et orangé à jaune, sauf la face ventrale qui est blanchâtre. Ses ailes sont assez sombres et portent une fine pilosité blanche. Les avant-bras sont violets foncé à gris-noir. Les yeux sont très petits. Il suit la plupart des caractéristiques du genre dont il fait partie, et notamment celui d'avoir de petites oreilles qui ressemblent à celles d'une souris. Sauf que les siennes (comme celles des autres espèces du genre) ont aussi un tragus en pointe.

## Distribution
L'espèce a une répartition assez mal renseignée, mais est essentiellement africaine. On la retrouve dans la zone plus ou moins forestière Liberia - Côte d'Ivoire - Ghana, dans le bassin congo-gabonais, en Afrique centrale et notamment sur la bande est du Congo-Kinshasa, en Tanzanie, au Malawi, au Mozambique, au Zimbabwe, au Kenya, au Rwanda, en Ouganda, en Éthiopie et dans la péninsule arabique,. 
Les habitats sont des zones assez ouvertes, comme les savanes (sèches ou humides).

## Statut de conservation
L'UICN considère (2021) que l'espèce est de préoccupation mineure.

## Liste des sous-espèces
Selon GBIF (16 février 2023) :
- Myotis bocagii bocagii (Peters, 1870)
- Myotis bocagii cupreolus Thomas, 1904

## Systématique
Le nom valide complet (avec auteur) de ce taxon est Myotis bocagii (Peters, 1870).
L'espèce a été initialement classée dans le genre Vespertilio sous le protonyme Vespertilio bocagii Peters, 1870.
Myotis bocagii a pour synonymes :
- Myotis bocagei (Peters, 1870)
- Vespertilio bocagii Peters, 1870